# Agave nashii
Agave nashii ist eine Pflanzenart aus der Gattung der Agaven (Agave).

## Beschreibung

### Vegetative Merkmale
Agave nashii wächst mit einzelnen Rosetten. Ihre graugrünen, gelegentlich purpurfarben überhauchten, etwas glauken, verschmälert länglichen Laubblätter sind konkav und quer gebändert. Die Blattspreite ist 30 bis 50 Zentimeter lang und 4 bis 5 Zentimeter breit. Der Blattrand ist fast gerade. An ihm befinden sich 2 Millimeter lange Randzähne, die 3 bis 5 Millimeter voneinander entfernt stehen. Die geraden oder etwas gebogenen, spitz zulaufend dreieckigen Randzähne fließen gelegentlich fast oder ganz zusammen. Der etwas purpurbraune, glatte, etwas polierte Enddorn ist zur Spitze hin zurück- oder aufwärts gebogen. Er besitzt bis über die Mitte eine schmale, schlitzartige Furche. Der Enddorn ist 0,3 bis 15 Millimeter lang und herablaufend.

### Blütenstände und Blüten
Der „rispige“ Blütenstand erreicht eine Länge von 3,5 bis 4 Meter. Die sehr lockeren Teilblütenstände befinden sich auf schlanken, auswärts gebogenen Ästen im oberen Drittel des Blütenstandes. Die Blüten sind etwa 35 Millimeter lang und stehen an 5 bis 10 Millimeter langen Blütenstielen. Ihre Perigonblätter sind hellgelb, etwa 13 Millimeter lang und 3 Millimeter breit. Die offen konische Blütenröhre weist eine Länge von 3 Millimeter auf. Der etwas spindelförmige bis eiförmige Fruchtknoten ist 20 Millimeter lang.

### Früchte
Die länglichen bis länglich birnenförmigen Früchte sind 2 bis 2,5 Zentimeter lang und 2 Zentimeter breit. Sie sind leicht gestielt und geschnäbelt.

## Systematik und Verbreitung
Agave nashii ist auf der zu den Bahamas gehörenden Inselgruppe Inagua im Zwergbusch und Buschwerk auf sandig-felsigen Böden verbreitet.
Die Erstbeschreibung durch William Trelease wurde 1913 veröffentlicht.

## Nachweise